# بؤرة استيطانية إسرائيلية

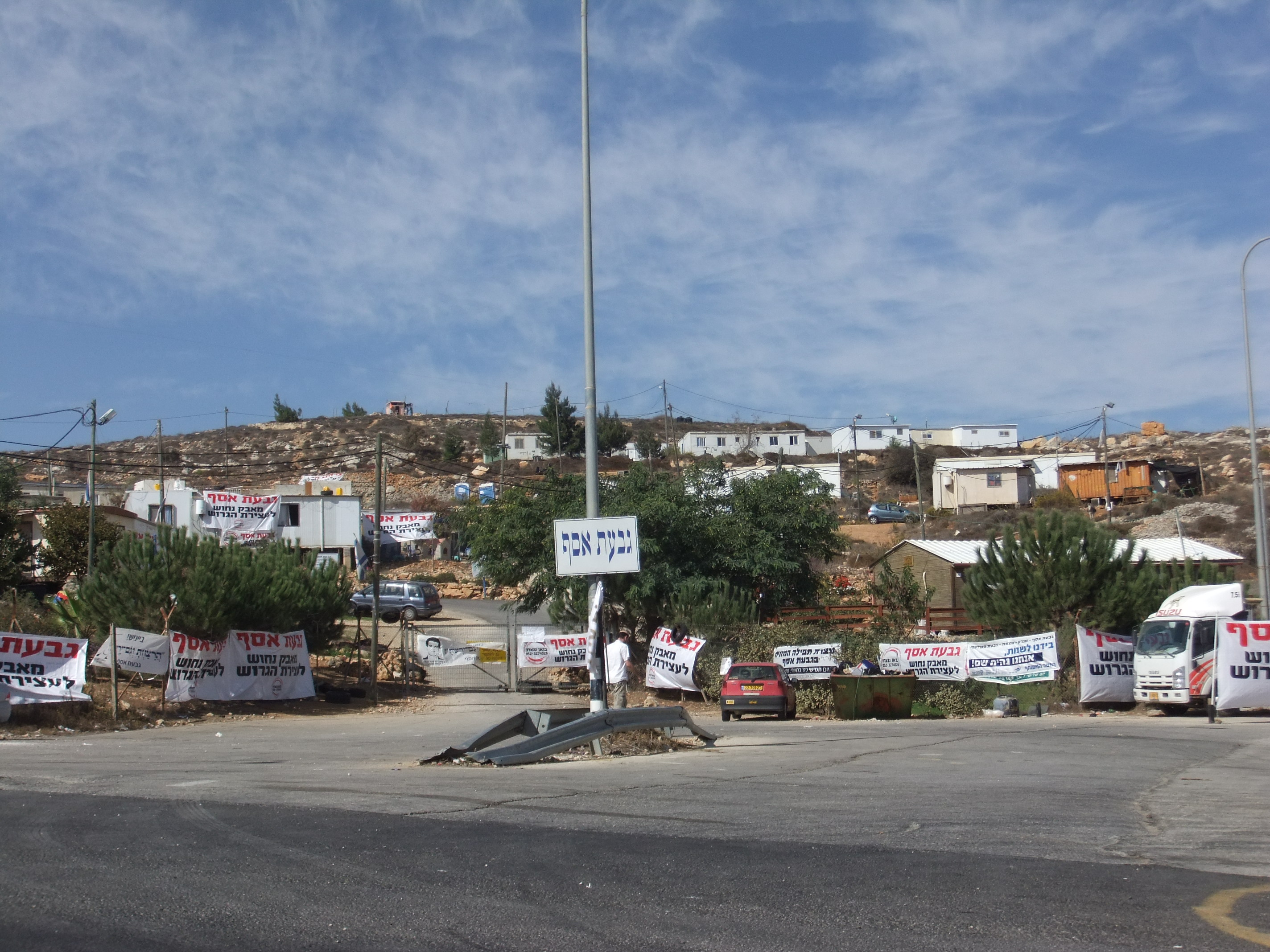
تقع البؤرة الاستيطانية "جفعات أساف" في الضفة الغربية.

البؤرة الاستيطانية هي مستوطنة إسرائيلية غير مرخصة أو غير قانونية داخل الضفة الغربية، تم بناؤها دون الحصول على الترخيص المطلوب من الحكومة الإسرائيلية في انتهاك للقوانين الإسرائيلية التي تنظم التخطيط والبناء. وفي القانون الإسرائيلي، يتم التمييز بين البؤر الاستيطانية والمستوطنات التي ترخصها الحكومة الإسرائيلية. لا يقر القانون الدولي هذا التمييز بين البؤر الاستيطانية غير القانونية والمستوطنات "القانونية"، والذي يعتبر كل منهما انتهاكاً للمعايير التي تحكم الاحتلالات الحربية والتي تنطبق على الضفة الغربية المحتلة من قبل إسرائيل.
ظهرت البؤر الاستيطانية بعد اتفاقية أوسلو الأولى عام 1993، عندما تعهدت الحكومة الإسرائيلية بتجميد بناء المستوطنات الجديدة. على الرغم من أن البؤر الاستيطانية لم تكن مدعومة رسميًا من قبل الحكومة، إلا أن السلطات العامة الإسرائيلية وغيرها من الهيئات الحكومية لعبت دورًا رئيسيًا في إنشائها وتطويرها، وفقًا لتقرير ساسون لعام 2005، الذي كلف به رئيس الوزراء آنذاك أرييل شارون. تختلف البؤر الاستيطانية عن الأحياء في أنها تُبنى على مسافة كبيرة من المستوطنات المرخصة، في حين أن الأحياء تكون متصلة بمستوطنة قائمة.
في يوليو/تموز 2002، اعترفت الحكومة الإسرائيلية بإنشاء 69 بؤرة استيطانية منذ عام 1996. قد تم إزالة عدد منها، معظمها غير مأهولة بالسكان، بعد ذلك. في الوقت الحاضر، يوجد حوالي مائة موقع استيطاني. ينتمي أغلبهم، حوالي 70 منهم في عام 2002، إلى حركة أمانا.
في عام 2012، قامت الحكومة الإسرائيلية برئاسة رئيس الوزراء بنيامين نتنياهو بإضفاء الشرعية بأثر رجعي على عشر بؤر استيطانية غير مرخصة، وذلك وفقًا لمنظمة السلام الآن الإسرائيلية غير الحكومية، من خلال إعادة تصنيفها كحي من المستوطنات القريبة. غالبًا ما يتم توفير الأمن للبؤر الاستيطانية من قبل قوات الاحتلال الإسرائيلية.

## الخلفية
في عام 1993، تعهدت حكومة رابين بتجميد بناء المستوطنات الجديدة. لكن بعد ذلك، قام المستوطنون ببناء مستوطنات جديدة دون قرار حكومي، ولكن في كثير من الأحيان بمشاركة السلطات العامة الإسرائيلية وغيرها من الهيئات الحكومية والوزارات الحكومية، مثل وزارة الإسكان والبناء، وقسم الاستيطان في المنظمة الصهيونية العالمية، والإدارة المدنية الإسرائيلية. قد وجد تقرير ساسون، الذي كلف بإعداده رئيس الوزراء آنذاك أرييل شارون، أن انتشار البؤر الاستيطانية كان استمراراً للمشروع الاستيطاني الإسرائيلي، وأوضح أن "البؤرة الاستيطانية غير المرخصة ليست "مكاناً قانونياً شبه قانوني". " البؤرة الاستيطانية. "غير المصرح به غير قانوني."

## خصائص البؤرة الاستيطانية
يتراوح عدد سكان البؤر الاستيطانية عادة بين بضعة أشخاص وحوالي 400 شخص وتتكون عادة من منازل نموذجية، مثل القوافل. مع ذلك، يمكن أيضًا تطويرها بشكل أكبر، حيث تحتوي على المزيد من المساكن الدائمة بالإضافة إلى "الطرق المعبدة ومحطات الحافلات والمعابد اليهودية والملاعب".

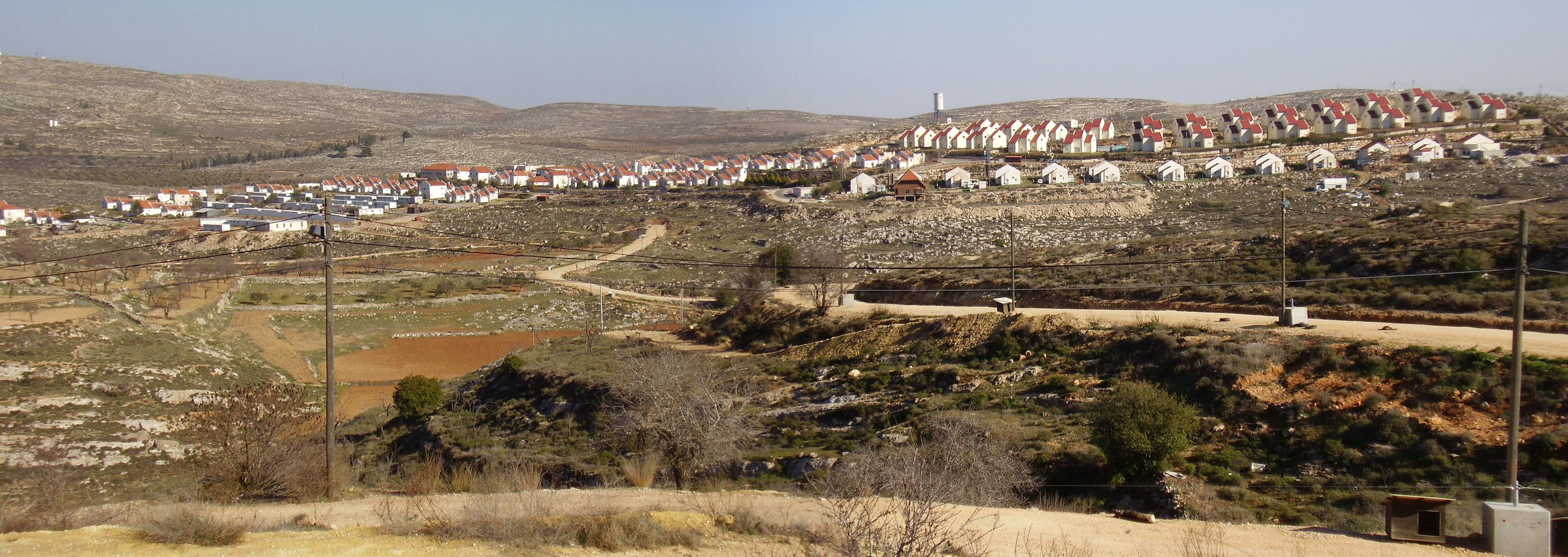
البؤرة الاستيطانية الكبيرة التي تم إعلانها شيفوت راحيل، كما تظهر من شيلو.

وفقا لتقرير ساسون لعام 2005، هناك أربع خصائص رئيسية للبؤرة الاستيطانية غير المرخصة:
1. لم يصدر قرار حكومي بإنشائها، وعلى أية حال لم توافق أي قيادة سياسية مختصة على إنشائها.
2. تم إنشاء البؤرة الاستيطانية دون أي وضع تخطيطي قانوني. أي أنه لا يوجد مخطط تفصيلي صالح يحكم المنطقة التي تم إنشاؤها عليها، والذي يمكن أن يدعم تصريح البناء .
3. إن البؤرة الاستيطانية غير المرخصة ليست ملحقة بمستوطنة قائمة، بل على الأقل على بعد مئات الأمتار منها في خط مستقيم.
4. تم إنشاء البؤرة الاستيطانية في التسعينيات، وخاصة منذ منتصف التسعينيات وما بعدها.

يعرّف ساسون البؤرة الاستيطانية بأنها مستوطنة غير مرخصة غير متصلة بمستوطنة قائمة. إذا تم إرفاقه، فإنه يعتبر حي غير مرخص. علاوة على ذلك، يمكن بناء البؤر الاستيطانية إما داخل الحدود البلدية المحددة رسميًا أو خارجها.  وعلى الرغم من اعتراف الحكومة الإسرائيلية بأن المستوطنات المبنية على الأراضي المملوكة للفلسطينيين بشكل خاص غير قانونية، فإنها عادة ما توفر لها الدفاع العسكري، والوصول إلى المرافق العامة، والبنية الأساسية الأخرى. 

## البؤر الاستيطانية مقابل الأحياء
تختلف البؤر الاستيطانية عن الأحياء في أنها تُبنى على مسافة كبيرة من المستوطنات المرخصة. وكما هو الحال بالنسبة للبؤر الاستيطانية، فإن الأحياء مثل حي أولبانا في بيت إيل لا تزال قابلة للبناء من دون ترخيص. وبما أن الفرق غير واضح، فغالباً ما تنشأ نزاعات حول ما إذا كانت المنازل الجديدة تمثل توسعاً (تكثيفاً) لمستوطنة قائمة أو بداية لبؤرة استيطانية جديدة. وبحسب منظمة السلام الآن، فإن الحكومة الإسرائيلية تلعب خدعة من خلال إضفاء الشرعية على البؤر الاستيطانية باعتبارها أحياء لمستوطنة قائمة.

## أنواع البؤر الاستيطانية

#### البؤر الاستيطانية على الأراضي الحكومية والأراضي الخاصة
تميز إسرائيل بين البؤر الاستيطانية المبنية على أراضي الدولة وتلك المبنية على أراض مملوكة للقطاع الخاص. ومنذ قضية إيلون موريه في عام 1979 أمام المحكمة العليا الإسرائيلية، تتبع الحكومة رسمياً سياسة عدم السماح بإنشاء مستوطنات جديدة على الأراضي الفلسطينية الخاصة.
تسعى حكومة نتنياهو إلى إضفاء الشرعية على البؤر الاستيطانية المقامة على الأراضي الحكومية وتفكيك تلك المقامة على الأراضي الخاصة. بما أن هذه الأراضي التابعة للدولة هي جزء من الأراضي المحتلة، فإن الترخيص لا يمكن أن يجعلها قانونية إلا وفقاً للقانون الإسرائيلي، ولكنه لا يغير وضعها غير القانوني بموجب القانون الدولي.
في الضفة الغربية هناك نوعان من أراضي الدولة:
1. الأراضي المسجلة كأراضي دولة في ظل الحكم الأردني، والتي تم الاستيلاء عليها في عام 1967 وتم إعلانها وتسجيلها كأراضي دولة بموجب الأمر العسكري رقم 59 (1967).
2. الأراضي الحكومية التي تم إعلانها بعد عام 1979 بموجب التشريعات المعدلة.

تنتمي معظم الأراضي إلى النوع الأخير. وبحسب منظمة بتسيلم، فإن إعلان هذه الأراضي كأراضي دولة كان مشكوكاً فيه في كثير من الحالات. تتظاهر إسرائيل بتطبيق قوانين الأراضي العثمانية، لكنها تستخدم تفسيراً للقانون يختلف عن تفسير القانون العثماني/الانتداب البريطاني/الحكم الأردني. ولم يستخدم الأخيرون أبدًا إعلان أراضي الدولة كطريقة للاستيلاء على الأراضي. يحظر القانون الدولي على القوة المحتلة تغيير القانون المحلي الساري في المنطقة المحتلة (الساري المفعول عشية احتلالها) ما لم يكن هذا التغيير ضروريًا لاحتياجات الأمن أو لمصلحة السكان المحليين.

#### المواقع "الوهمية"
البؤر الاستيطانية "الوهمية" هي البؤر الاستيطانية غير المأهولة بالسكان. يبدو أن بعضها استُخدم لتشتيت انتباه قوات الدفاع الإسرائيلية من أجل منع إخلاء البؤر الاستيطانية المحتلة. من المقرر أن يعمل آخرون على تحسين مواقفهم التفاوضية من خلال عرض المزيد من البؤر الاستيطانية لإزالتها وإظهار للعالم أن الدولة تعمل على تفكيك البؤر الاستيطانية، وتنسب فكرة البؤر الاستيطانية "الوهمية" إلى زئيف هيفر، وهو زعيم سابق للمنظمة اليهودية السرية. ووجد تقرير ساسون أن معظم البؤر الاستيطانية التي تم إخلاؤها كانت غير مأهولة بالسكان.

#### المواقع العسكرية
من الناحية النظرية، تعتبر المواقع العسكرية أماكن احتلال مؤقتة لأغراض استراتيجية عسكرية، وليس من أجل توطين المدنيين. وفي الأراضي المحتلة، كانت هذه المستوطنات نموذجية لمستوطنات نحال ، وأصبحت الوسيلة الرئيسية لبدء المستوطنات المدنية.

## عدد البؤر الاستيطانية
في الوقت الحاضر، يوجد حوالي مائة موقع استيطاني. وأشار تقرير ساسون إلى رقم مؤقت قدره 105 بؤرة استيطانية غير مرخصة بحلول شهر مارس/آذار 2005، على الرغم من أن ساسون لم يكن يمتلك كل المعلومات الضرورية. وتبين أن 26 بؤرة استيطانية كانت على أراضٍ تابعة للدولة، و15 على أراضٍ فلسطينية خاصة، و7 على أراضٍ مسحية. قد يختلف تعريف البؤر الاستيطانية والأحياء والمستوطنات المرخصة بين الأطراف المعنية. ونتيجة لتفسيرات مختلفة، قد يختلف عدد البؤر الاستيطانية (والمستوطنات أيضًا) في الإحصائيات.
في عام 2012، تم إنشاء أربع بؤر استيطانية جديدة تضم 317 وحدة سكنية جديدة تم بناؤها دون تصاريح بناء: تسوفين تسافون (تسوفين شمال) خارج مستوطنة تسوفيم بالقرب من قلقيلية، نحلاي تال خارج مستوطنة تالمون بالقرب من رام الله، نحلات يوسف بالقرب من نابلس وتلة 573 كجزء من توسيع مستوطنة إيتمار، وفقًا لحركة السلام الآن.
اعتبارًا من أغسطس 2024، كان هناك ما لا يقل عن 196 بؤرة استيطانية إسرائيلية في الضفة الغربية، وفقًا لتقرير بي بي سي نيوز، تم إنشاء 29 منها في عام 2023، وهو رقم أكبر من أي عام سابق. وقد قدرت بي بي سي نيوز أيضًا أنه ربما تم بناء 89 من أصل 196 موقعًا استيطانيًا اعتبارًا من عام 2019 فصاعدًا.

## خارطة الطريق للسلام
في إطار خريطة الطريق للسلام لعام 2003، التزمت إسرائيل، تحت قيادة رئيس الوزراء شارون، بإخلاء البؤر الاستيطانية التي أقيمت منذ مارس/آذار 2001، أي منذ بداية حكومة شارون. قد قدمت الحكومة الإسرائيلية للولايات المتحدة قائمة تضم 28 بؤرة استيطانية غير مرخصة أقيمت في الضفة الغربية منذ ذلك التاريخ، وأمرت بإزالة 12 منها، "بينما كانت بعض البؤر الاستيطانية الـ 16 المتبقية في طور الموافقة والتخطيط"، وفقًا لصحيفة هآرتس الإسرائيلية اليومية. مع ذلك، زعمت منظمة السلام الآن الإسرائيلية غير الحكومية أن هناك 45 بؤرة استيطانية غير مرخصة أقيمت في الضفة الغربية بعد مارس/آذار 2001. ولم تلتزم إسرائيل بالتزاماتها بموجب خريطة الطريق. لقد قامت بتفكيك عدد قليل من المواقع المأهولة بالسكان ولم تقم بتفكيك أي من المواقع الأكبر حجمًا.
تعارض الحكومة إخلاء البؤر الاستيطانية القديمة. بعد مارس 2001 تم توسيع البؤر الاستيطانية بشكل أكبر.

## إضفاء الشرعية على البؤر الاستيطانية
في خطة "الخط الأزرق" التي كتبت في يناير/كانون الثاني 2011، تم تضمين ما لا يقل عن 26 بؤرة استيطانية في مناطق تم تعريفها بأنها "أراضي دولة". قال الناشط اليساري درور إتكيس إن هذا يعني أن الدولة بدأت عملية لإضفاء الشرعية على هذه البؤر الاستيطانية. في مارس/آذار 2011، أعلنت الحكومة الإسرائيلية برئاسة بنيامين نتنياهو أنها تنوي إضفاء الشرعية على البؤر الاستيطانية التي بنيت على أراضي الدولة، وإخلاء البؤر الاستيطانية التي بنيت على أراض فلسطينية خاصة.
بحسب منظمة السلام الآن الإسرائيلية غير الحكومية، قامت الحكومة الإسرائيلية بقيادة نتنياهو بإضفاء الشرعية على عشر بؤر استيطانية غير قانونية في عام 2012، لتكون بذلك الحكومة الإسرائيلية الوحيدة التي صادقت على إنشاء بؤر استيطانية على الإطلاق. في فبراير 2012، تم منح الموافقة بهدوء على البؤرة الاستيطانية شفوت راشيل من خلال إعادة تعيينها كـ "حي" للمستوطنة القريبة شيلو ، وفي أبريل من نفس العام، تم منح الوضع القانوني للبؤر الاستيطانية الثلاثة بروشين وريشليم وسانسانا. كما وافق وزير الدفاع على الترويج لخطط من شأنها أن تضفي الشرعية على البؤر الاستيطانية نوفي نحميا ، ومتسبيه إشتيموا، وإل ماتان باعتبارها "أحياء" لمستوطنات أو بؤر استيطانية أخرى، وفي يونيو/حزيران 2012، تم إضفاء الشرعية بأثر رجعي على البؤرة الاستيطانية جفعات ساليت في شمال وادي الأردن من خلال إعادة تعيينها كحي من مستوطنة ميحولا القريبة، والتي يفصلها عنها طريق سريع رئيسي بين المدن.

#### تقرير ليفي
في أواخر يناير/كانون الثاني 2012، عيّن رئيس الوزراء نتنياهو لجنة مكونة من ثلاثة أعضاء برئاسة قاضي المحكمة العليا الإسرائيلية السابق إدموند ليفي ، وأطلق عليها اسم "لجنة البؤر الاستيطانية"، للتحقيق في الوضع القانوني للمستوطنات الإسرائيلية غير المرخصة في الضفة الغربية.  تقرير ليفي الذي نشر في يوليو/تموز 2012، والذي توصل إلى استنتاج مفاده أن وجود إسرائيل في الضفة الغربية ليس احتلالاً،  أوصى بموافقة الدولة على البؤر الاستيطانية غير المرخصة، وقدم مقترحات بشأن المبادئ التوجيهية الجديدة لبناء المستوطنات. وحتى إبريل/نيسان 2013، لم يُعرض التقرير على مجلس الوزراء الإسرائيلي أو على أي هيئة برلمانية أو حكومية تملك سلطة الموافقة عليه.